# لوكاس ماندل
لوكاس ماندل هو سياسي نمساوي، ولد في 12 يوليو 1979 في فيينا في النمسا. نشط حزبياً في حزب الشعب النمساوي. في انتخابات البرلمان الأوروبي في النمسا 2019 ‏، انتخب عضو في البرلمان الأوروبي عن دائرة النمسا ‏ لترشحه ضمن قائمة حزب الشعب النمساوي، وقد انضم خلال فترته النيابية (2 يوليو 2019 – ) للكتلة البرلمانية كتلة حزب الشعب الأوروبي وانتخب عضو في البرلمان الأوروبي عن دائرة النمسا ‏ لترشحه ضمن قائمة حزب الشعب النمساوي، وقد انضم خلال فترته النيابية (30 نوفمبر 2017 – 1 يوليو 2019) للكتلة البرلمانية كتلة حزب الشعب الأوروبي وانتخب عضو مجلس الشورى الموحد النمسا السفلى ‏.

## وصلات خارجية
- الموقع الرسمي